# Sauvigny-le-Bois
Sauvigny-le-Bois je francouzská obec v departementu Yonne v regionu Burgundsko-Franche-Comté. V roce 2009 zde žilo 754 obyvatel.

## Poloha
Obec leží 4 km severovýchodně od města Avallon. Sousedí s obcemi: Provency, Athie, Sceaux, Magny, Avallon a Étaule.